# Scottish Open 1970
Die Scottish Open 1970 waren die 51. Austragung dieser internationalen Meisterschaften von Schottland im Badminton. Sie fanden vom 16. bis zum 17. Januar 1970 im Corn Market in Edinburgh statt.

## Medaillengewinner
| Disziplin    | Gold                           | Silber                        | Bronze                        |
| ------------ | ------------------------------ | ----------------------------- | ----------------------------- |
| Herreneinzel | Paul Whetnall                  | Derek Talbot                  | Robert McCoig                 |
| Herreneinzel | Paul Whetnall                  | Derek Talbot                  | Ray Sharp                     |
| Dameneinzel  | Margaret Boxall                | Gillian Perrin                | Tyna Barinaga                 |
| Dameneinzel  | Margaret Boxall                | Gillian Perrin                | Margaret Beck                 |
| Herrendoppel | David Horton Elliot Stuart     | David Eddy Derek Talbot       | Ray Sharp Paul Whetnall       |
| Herrendoppel | David Horton Elliot Stuart     | David Eddy Derek Talbot       | Tony Jordan Roger Mills       |
| Damendoppel  | Margaret Boxall Susan Whetnall | Margaret Beck Gillian Perrin  | Wilma Reid Muriel Woodcock    |
| Damendoppel  | Margaret Boxall Susan Whetnall | Margaret Beck Gillian Perrin  | Tyna Barinaga Margaret Gibson |
| Mixed        | Roger Mills Gillian Perrin     | Paul Whetnall Margaret Boxall | Tony Jordan Susan Whetnall    |
| Mixed        | Roger Mills Gillian Perrin     | Paul Whetnall Margaret Boxall | Derek Talbot Wilma Reid       |

## Finalresultate
| Disziplin    | Sieger                         | Finalist                      | Ergebnis           |
| ------------ | ------------------------------ | ----------------------------- | ------------------ |
| Herreneinzel | Paul Whetnall                  | Derek Talbot                  | 13–15, 15–9, 15–10 |
| Dameneinzel  | Margaret Boxall                | Gillian Perrin                | 11–9, 11–1         |
| Herrendoppel | David Horton Elliot Stuart     | David Eddy Derek Talbot       | 13–18, 15–5, 15–9  |
| Damendoppel  | Margaret Boxall Susan Whetnall | Margaret Beck Gillian Perrin  | 15–2, 15–18, 15–5  |
| Mixed        | Roger Mills Gillian Perrin     | Paul Whetnall Margaret Boxall | 15–2, 11–15, 15–8  |